# Miljøterrorisme
For voldelige angreb gjort i miljøets navn, se øko-terrorisme.
Miljøterrorisme er en ulovlig handling eller en serie af ulovlige handlinger, terrorisme, der fører til korte- eller langvarige skader på miljøressourcer, fx forgiftning af grundvandet eller antændelse af oliekilder. Udtrykket dækker også over unødvendige ødelæggelser af miljøet til personlig vinding.

## Definition
Det er både akademiske og semantiske problemer med at definere "terrorisme", og herunder specielt "miljøterrorisme." Man er dog begyndt at forsøge at identificere eventuelle risici ved naturressourcer, såsom drikkevand, samt andre funktioner, hvor et angreb kan medføre alvorlige konsekvenser. Nogle, herunder militæret, argumenterer for, at angreb på naturressourcer kan medføre flere dødsfald, skader på ejendomme, politisk kaos eller andre følgevirkninger, end vi har set før.
Elisabeth Chalecki skelner mellem miljøterrorisme og øko-terrorisme. Hun definerer miljøterrorisme "som ulovlig brug af magt mod miljøet, der har til formål at ødelægge dette for befolkningen, eller at ødelægge en andens ejendom." Øko-terrorisme defineres derimod som "ødelæggelse af andens ejendom for at undgå menneskelig indgriben i miljøet". Mere præcist kan det siges, at miljøterrorisme går ud på at ødelægge miljø med magt, mens øko-terrorisme går ud på at udføre vold mod personer eller ejendom, skade infrastruktur, for at forsvare miljøet. Der findes dog andre iagttagere, der ikke kan skelne mellem disse trusler.

### Øko-terrorisme
Udtrykket øko-terrorisme bliver anvendt i medierne til at henvise til miljøterrorisme. Normalt anvendes betegnelsen øko-terrorisme dog om vold, der er udført på personer eller ejendom i miljøets navn.